# CP-809101
CP-809101 es un fármaco que actúa como un potente y selectivo agonista del receptor 5-HT2C. Tuvo resultados prometedores en modelos animales de obesidad y psicosis, pero se asoció con genotoxicidad, lo que significa que su uso futuro se limitará únicamente a aplicaciones de investigación científica.